# Stazione di Scala Ruia
La stazione di Scala Ruia è una stazione della ferrovia Sassari-Tempio-Palau situata nel territorio comunale di Bortigiadas. Chiusa al pubblico in seguito alla cessazione del servizio viaggiatori lungo la linea, dal 1997 viene utilizzata nell'ambito turistico-naturalistico del Trenino Verde.

## Storia

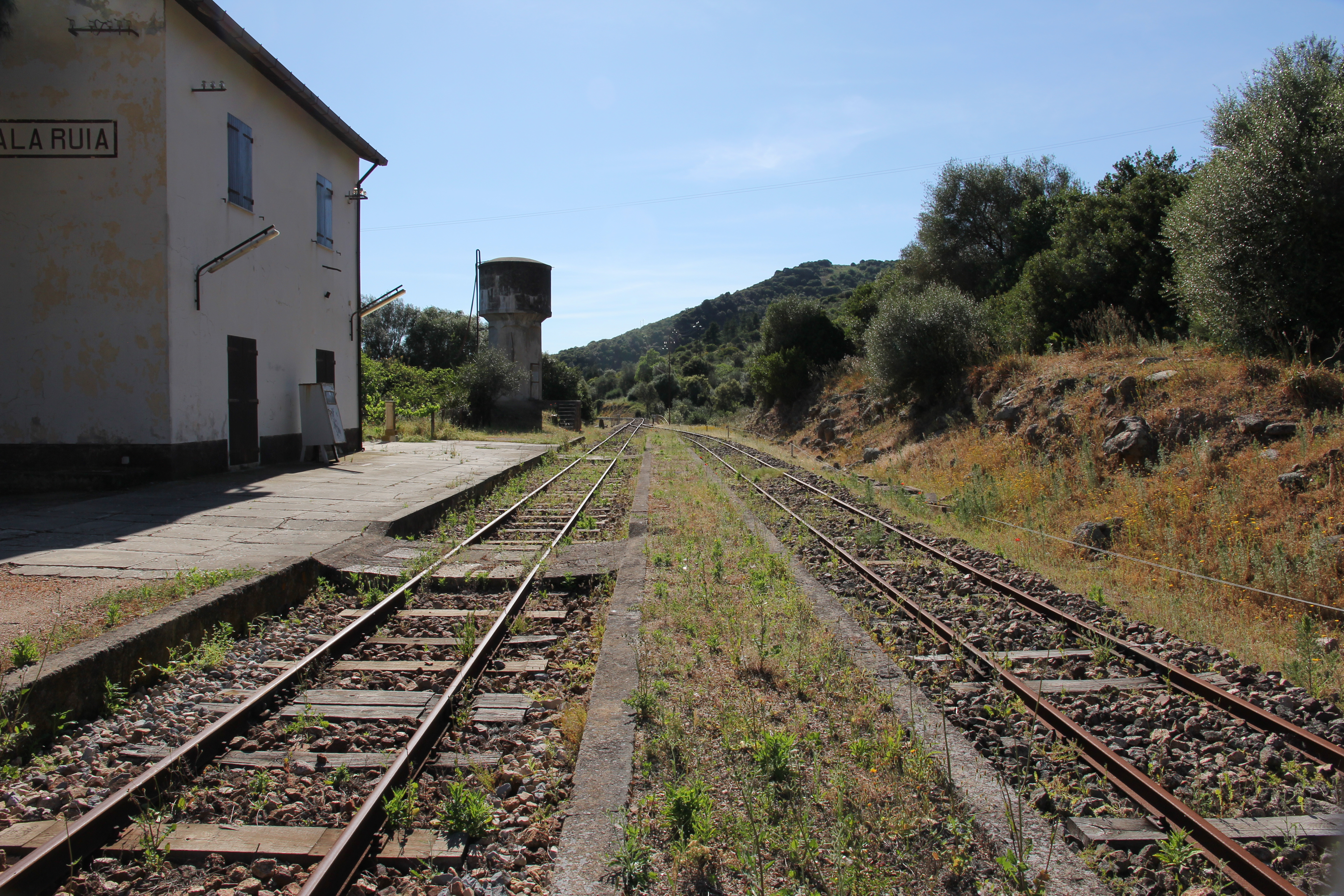
La stazione fu utilizzata per il servizio di trasporto pubblico dalla attivazione sino al 1997

La nascita della stazione di Scala Ruia è inquadrata nel contesto della realizzazione, tra la fine degli anni venti e i primi dei trenta del secolo scorso, di una ferrovia a scartamento ridotto per il collegamento dei centri abitati di Sassari e Palau, passando per la città di Tempio Pausania.
La linea venne progettata e realizzata dalle Ferrovie Settentrionali Sarde che il 16 novembre 1931 inaugurarono il primo tronco di ferrovia, compreso l'impianto di Scala Ruia, costruito in aperta campagna tra Perfugas e Bortigiadas con finalità prevalenti di servizio. Due anni dopo la gestione di stazione e ferrovia passò alla Strade Ferrate Sarde, a cui subentrò nel 1989 la gestione governativa delle Ferrovie della Sardegna.
Sotto questa proprietà la stazione perse importanza per via della riorganizzazione del sistema dei trasporti pubblici in Sardegna che portò oltretutto alla chiusura al trasporto pubblico della tratta Nulvi-Palau e conseguentemente alla disabilitazione dello scalo ai regolari servizi di linea che, dal 16 giugno 1997, viene utilizzato esclusivamente a scopo turistico soprattutto nel periodo estivo, nell'ambito del servizio Trenino Verde organizzato dall'ARST, gestore unico della linea dal 2010.

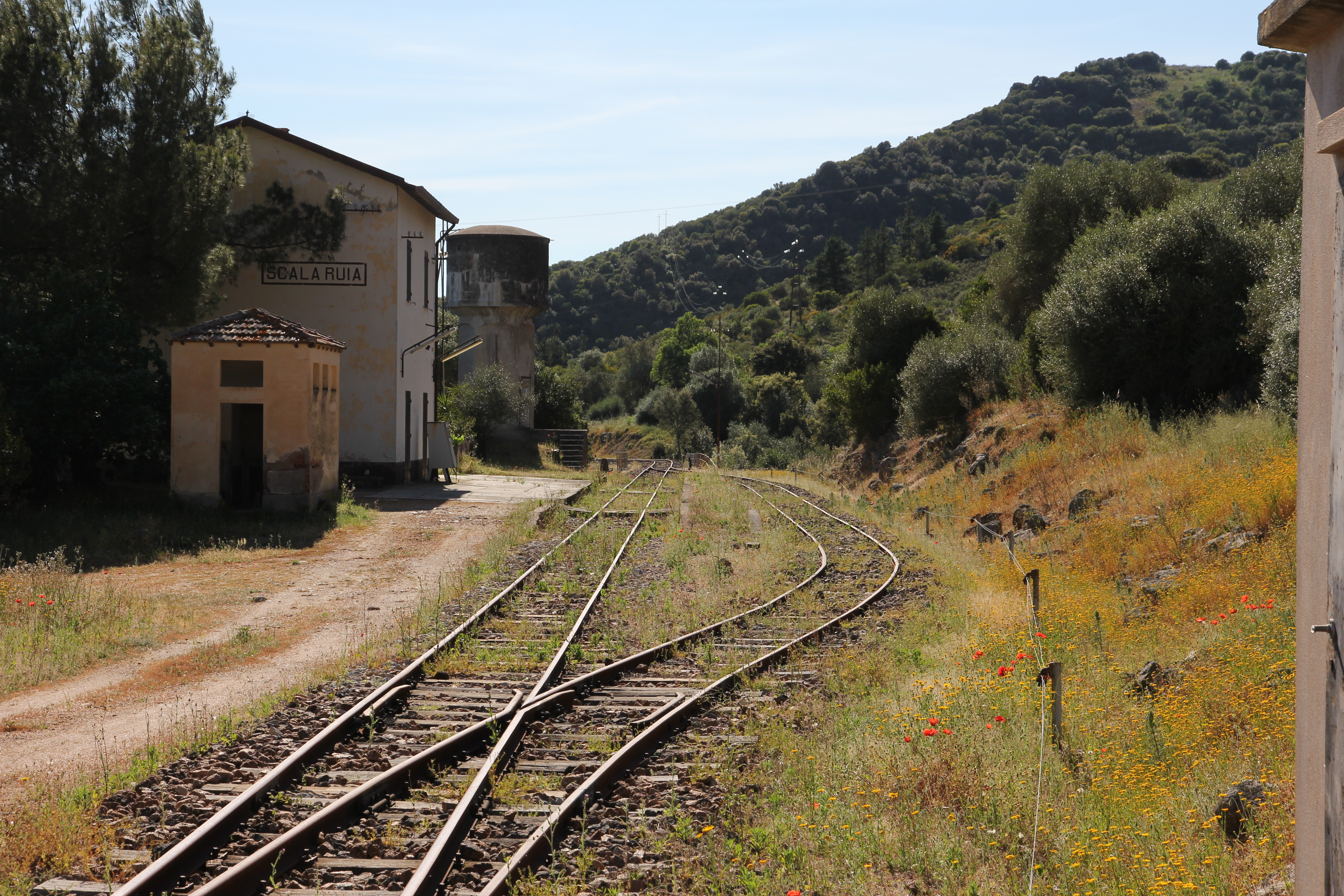
L'area della stazione, con il binario di corsa (sulla sinistra) e quello di incrocio (a destra). A sinistra gli edifici dello scalo e la torre dell'acqua

## Strutture e impianti
La scalo, ubicato in aperta campagna, è situato alle falde del monte Abaltana e in prossimità del fiume Coghinas. Posto ad un'altezza di 66 metri sul livello del mare dista 67,6 km da Sassari e 82,6 da Palau Marina. Comprende il fabbricato viaggiatori, edificio a due piani dotato di altrettanti ingressi e in buon stato di conservazione, le ritirate, un piccolo magazzino ed una torre dell'acqua oltre alla infrastruttura ferroviaria composta, nell'area stazione, da due binari a scartamento da 950 mm con relative banchine
, di cui il primo di corsa ed il secondo passante.
L'area è delimitata da un passaggio a livello e da un viadotto a tre luci.

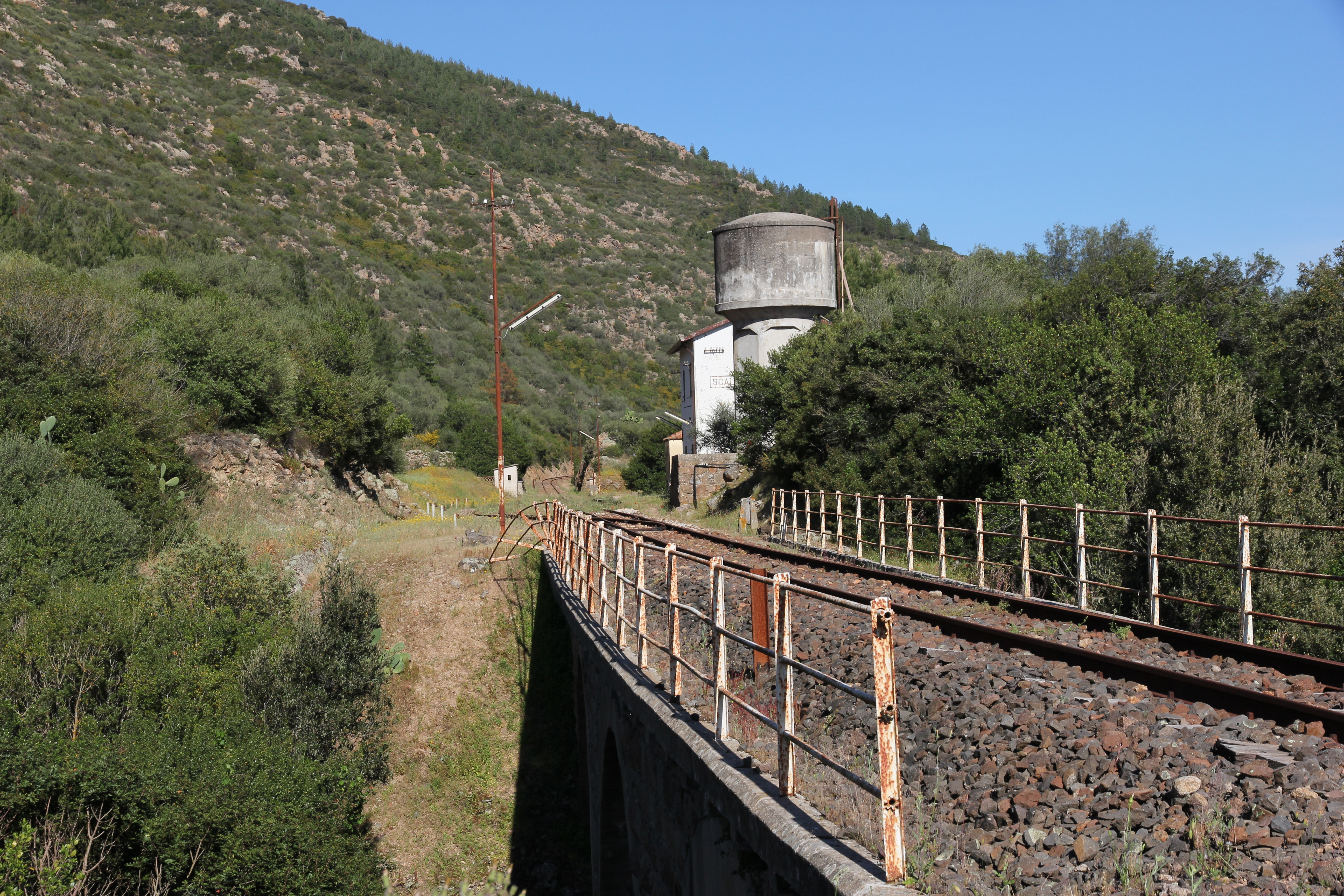
La stazione ripresa dal vicino viadotto

## Movimento
Sino al giugno 1997, quando il tratto tra Nulvi e Palau della ferrovia fu chiuso al servizio di trasporto pubblico, lo scalo era servito dai treni regionali delle diverse concessionarie delle linee a scartamento ridotto del nord Sardegna, ultima delle quali la Ferrovie della Sardegna.
Dopo di allora la stazione di Scala Ruia è stata interessata esclusivamente dal traffico turistico dei convogli del Trenino Verde, sia quelli viaggianti a richiesta delle agenzie turistiche, che quelli già pianificati per il periodo estivo e aventi generalmente una frequenza di due corse alla settimana.

## Servizi

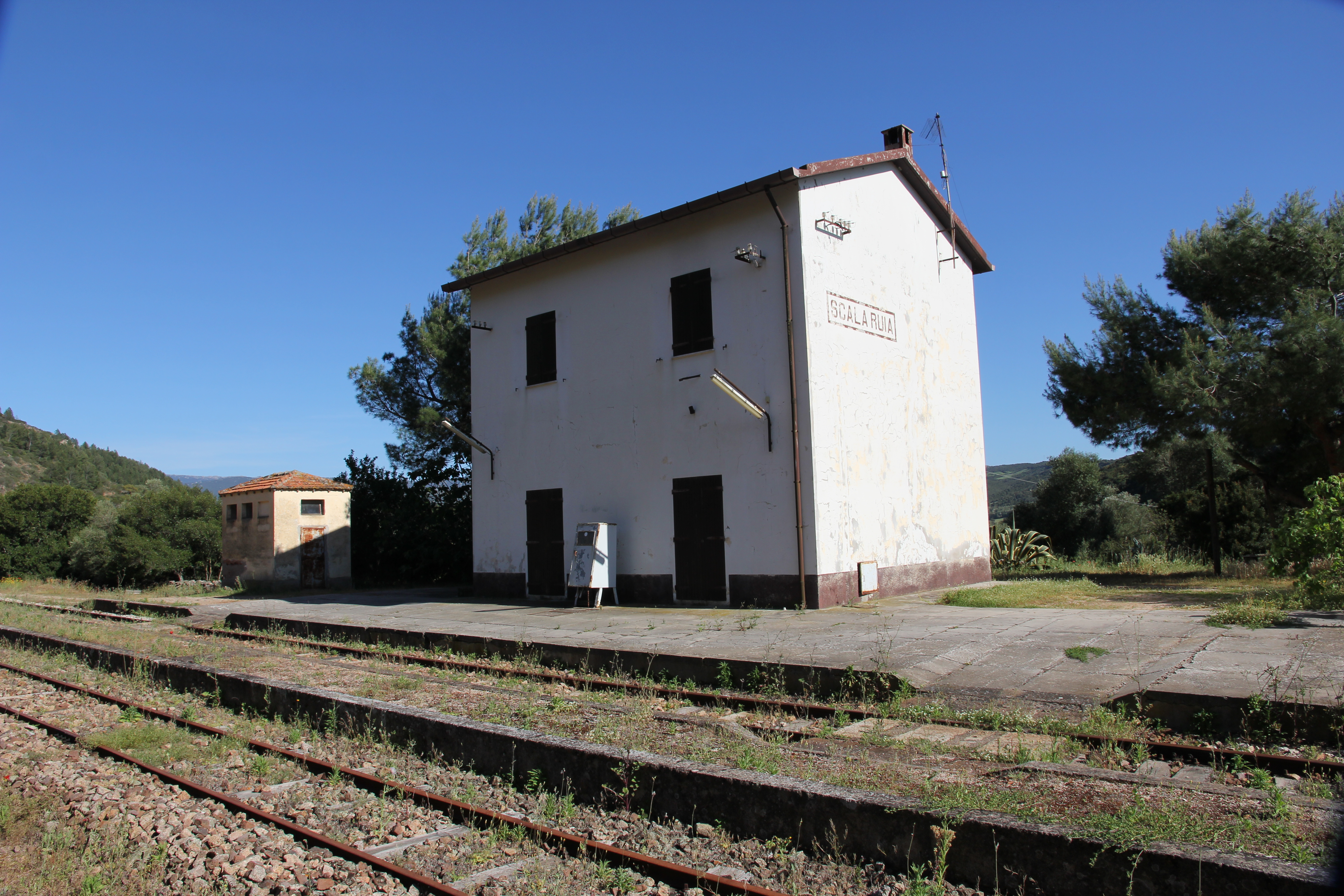
Il fabbricato viaggiatori dell'impianto, chiuso al pubblico

Entrambi i binari della stazione sono serviti da banchine, di cui una attigua al fabbricato viaggiatori, collegate da una passerella sui binari. La stazione è dotata di servizi igienici e di una sala d'attesa, tuttavia dato l'impresenziamento dell'impianto questi servizi non sono di norma accessibili all'utenza.
- Sala d'attesa
- Servizi igienici